# Cx (digramme)
Cette page contient des caractères spéciaux ou non latins. S’ils s’affichent mal (▯, ?, etc.), consultez la page d’aide Unicode.
Pour les articles homonymes, voir CX.
Cx (minuscule cx) est un digramme de l'alphabet latin composé d'un C et d'un X.

## Linguistique
- En espéranto, le digramme « cx » sert à remplacer la lettre « Ĉ » en cas d’impossibilité d’utiliser cette dernière (par exemple si elle n’est pas disponible sur le clavier). Le digramme "ch" a la même utilisation. Ainsi, il représente le son [t͡ʃ].

## Représentation informatique
Comme la majorité des digrammes, il n'existe aucun encodage de Cx sous un seul signe, il est toujours réalisé en accolant un C et un X.